# Cantonul Luxeuil-les-Bains
Cantonul Luxeuil-les-Bains este un canton din arondismentul Lure, departamentul Haute-Saône, regiunea Franche-Comté, Franța.

## Comune
| Comune            | Populație (1999) | Cod poștal | Cod INSEE |
| ----------------- | ---------------- | ---------- | --------- |
| Luxeuil-les-Bains | 7.575            | 70300      | 70311     |
| Saint-Valbert     | 213              | 70300      | 70475     |